# Фудзі (гора)
Фу́дзі або Фу́дзісан (яп. 富士山, ふじさん, [ɸɯdʑisaɴ]) — діючий базальтовий стратовулкан в Японії. Є приватним володінням і знаходиться у власності синтоїстського Великого храму Хонґу Сенґен, в якому зберігається дарча від сьогуна Токуґава Хідетада, що датується 1609 роком.

## Географія
Розташований на кордоні східнояпонських префектур Яманасі та Сідзуока, західніше столиці Токіо. Найвища гора країни, висотою 3 776 м. Головний пік вулканічного пасма Фудзі. Кут нахилу вершини становить 32°—35°, кут біля підніжжя — 2°—3°. Має симетричну конусоподібну форму. Діаметр основи з півночі на південь становить 38 км, а з заходу на схід — 35 км. Біля підніжжя розташовані п'ять озер Фудзі: Яманака, Каваґуті, Сай, Сьодзі, Мотосу. З 1936 року головна окраса Національного парку Фудзі-Хаконе-Ідзу. Має статус особливої історичної пам'ятки. Разом з горами Татеяма й Хакусан належить до трьох священних гір Японії.
На честь гори названо всесвітньо відомі японські компанії «Фудзіфілм», «Фудзіцу», а також астероїд 1584 Фудзі.

## Етимологія
Етимологія «Фудзі» достеменно невідома. Походження назви гори виводять від японських слів-омонімів:
- фудзі (яп. 不尽) — «невичерпний».
- фудзі (яп. 不二) — «неповторний».
- фудзі (яп. 富慈) — «щедре милосердя».

Також існує версія, що назва походить від айнського слова футі — «вогонь».
Серед альтернативних назв гори Фудзі в японській історичній та художній літературі вживаються:
- Фуґа́ку (яп. 富岳, ふがく) — «бескид Фу».
- Ренґа́ку (яп. 蓮岳, れんがく) — «Лотосовий бескид».
- Ремпо́ (яп. 蓮峰, れんぽう) — «Лотосова вершина».
- Фуйохо́ (яп. 芙蓉峰, ふようほう) — «Гібікусова вершина».
- Фу́дзі-но-я́ма, Фу́дзі-я́ма, (яп. 富士山, ふじのやま / ふじやま) — «гора Фудзі».

## Геологічна історія розвитку

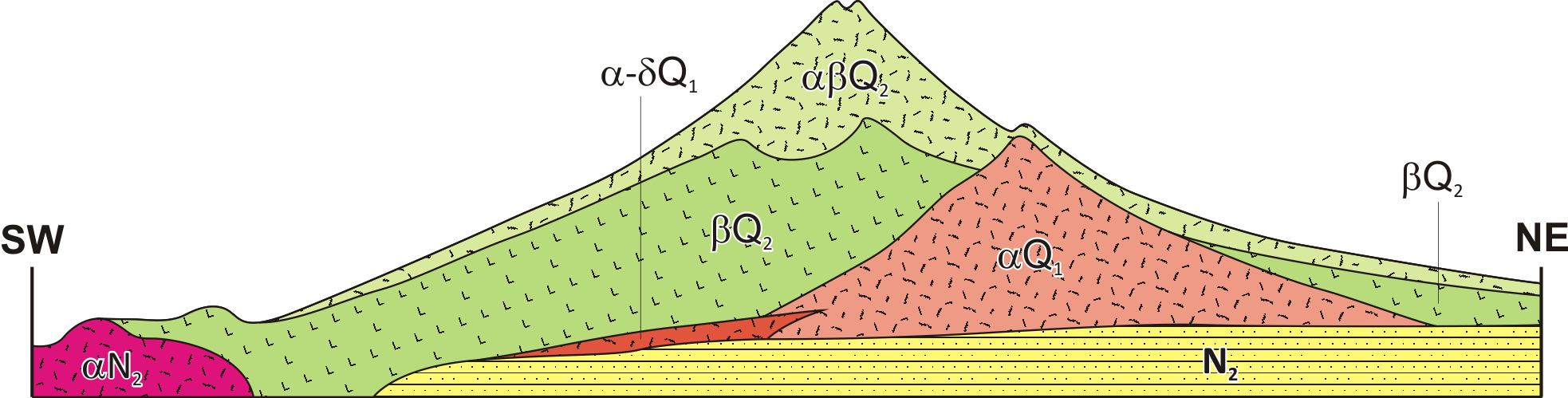
Схематичний геологічний розріз через стратовулкан Фудзі

Фудзі — найвища гора Японії, яка виникла в районі багатовікової вулканічної активності, у результаті нашарування декількох стародавніх вулканів. У її основі лежать андезитовий вулкан Комітаке І (яп. 先小御岳, せんこみたけ, сен-комітаке) та базальтовий вулкан Комітаке ІІ (яп. 小御岳, こみたけ, комітаке), які утворилися понад 100 тисяч років тому. На них розташований вулкан Старий Фудзі (яп. 古富士, こふじ, ко-фудзі), що виник близько 80 тисяч років тому. Його вкриває вулкан Новий Фудзі (яп. 新富士, しんふじ, сін-фудзі), який розпочав свою діяльність близько 10 тисяч років тому. Товщина вулканічних вивержень останнього не перевищує 1500 м. Фудзі вважають порівняно молодим вулканом, який вже 300 років не знає вивержень. Існує висока імовірність його активізації в найближчому майбутньому.
Гора Фудзі розташована в основі півострова Ідзу, у місці стику Японського архіпелагу з плитою Філіппінського моря. Її базисом є вулкани Комітаке та Асітака (яп. 愛鷹, あしたか, асітака), які утворилися в результаті вивержень лави з дна океану в епоху міоцену неогенового періоду Кайнозойської ери (25 — 20 млн років тому). Частини вулкана Комітаке, що виступають на поверхню, можна побачити поблизу 5-ї станції гори Фудзі.
Старий Фудзі розпочав свою активність 80 тисяч років тому. Його вибухоподібні виверження призвели до покриття південного регіону Канто вулканічним попелом з високим вмістом базальту і утворення так званого «Кантоського суглинку» (яп. 関東ローム, かんとうローム, канто рому), основи ґрунту плато в районі Токіо-Йокогама. Розмір частинок вулканічного попелу та товщина суглинку збільшуються в напрямку від Токіо до гори Фудзі. Поблизу східної частини основи товщина шару лапілі становить декілька десятків метрів. Біля підніжжя Фудзі розташовано численні відклади грязьових потоків. Вони називаються «лахарами Старого Фудзі» і складають поверхню вулкана Старий Фудзі.
10 тисяч років тому, під час переходу плейстоцену в голоцен, форма виверження Старого Фудзі змінилася. Упродовж тисячі років він постійно виливав лаву, утворивши прообраз сучасної гори Фудзі. Залишками цих вивержень є лавові покриви Сарухасі, Івабуоті та Місіма, розташовані за 30—40 км від кратера вулкана. На висоті 2700 м у ньому видніється частина Старого Фудзі, названа «Червоною скелею» (яп. 赤岩, あかいわ, акаіва).
Близько 10 тисяч років тому розпочав свою діяльність вулкан Новий Фудзі. До 1707 року він періодично вивергав лаву і пірокластичні матеріали, які вкрили Старий Фудзі, збільшуючи новий вулкан. 2500 років тому на східному схилі Нового Фудзі відбувся розвал гірської системи, в результаті чого утворився «Грязьовий потік Ґоденба».
На ділянці між вершиною і схилами гори Фудзі розташовано понад 60 бокових вулканів та малих кратерів. Більшість з них знаходиться у напрямку північний захід — південний схід.

## У культурі
Образ Фудзі часто використовується в японській літературі та образотворчому мистецтві. Цю гору згадують найстаріша поетична антологія «Збірка міріад листків» (759) та найстаріше оповідання «Повість про бамбукоруба» (9 століття). У «Записах крайових звичаїв провінції Хітаті» (721) описано Фудзі, що порівнюється із горою Цукуба. Крім цього, у всіх японських легендах, що пояснюють висоту регіональних вершин, присутні згадки про Фудзі.

## Галерея

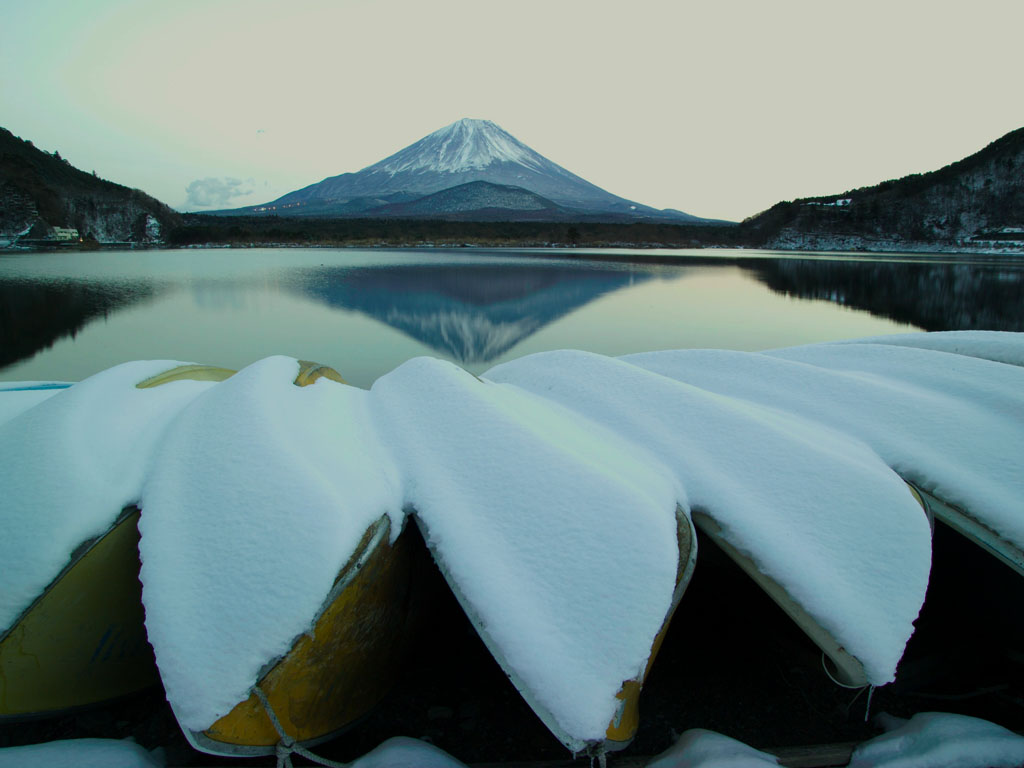
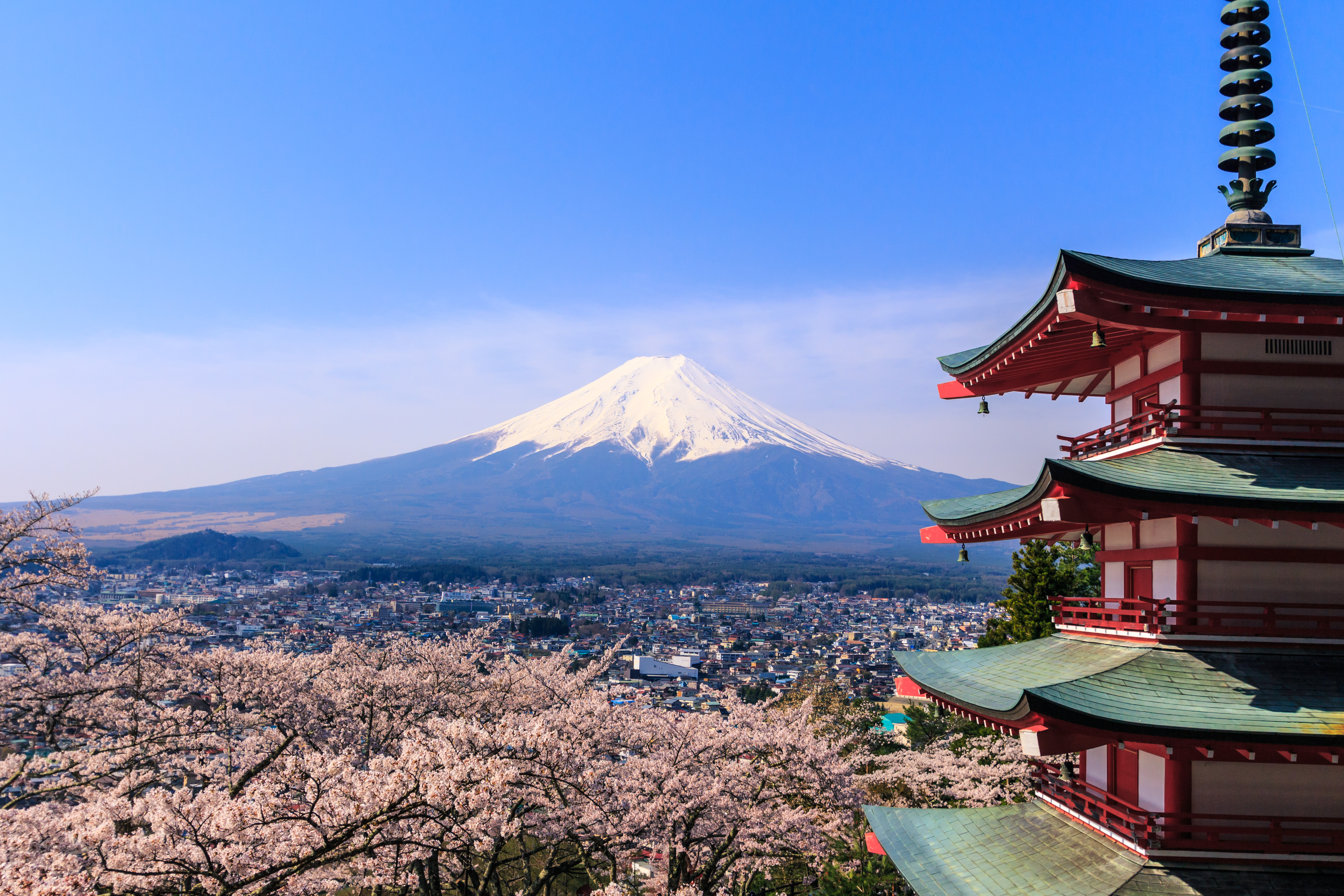
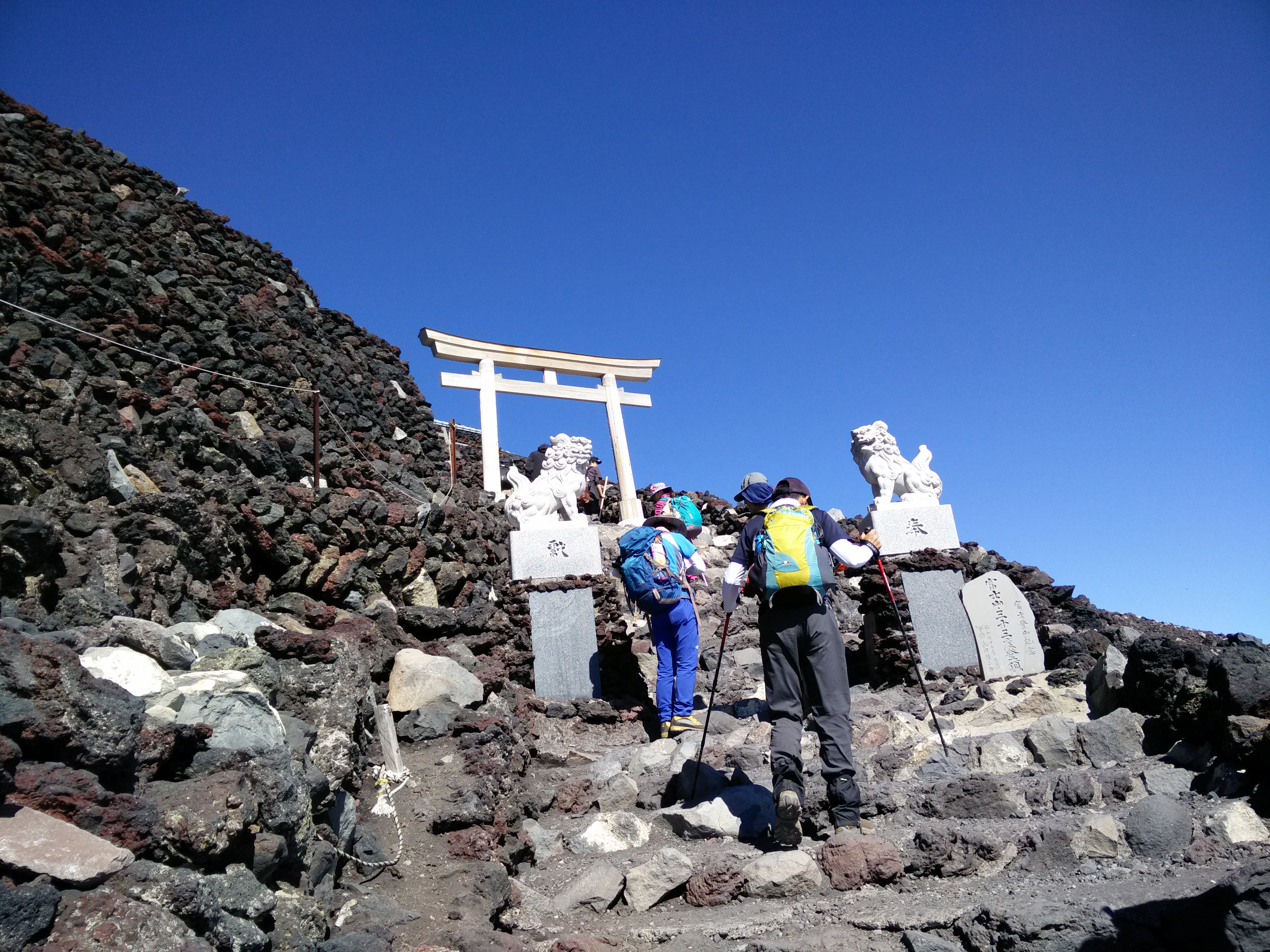
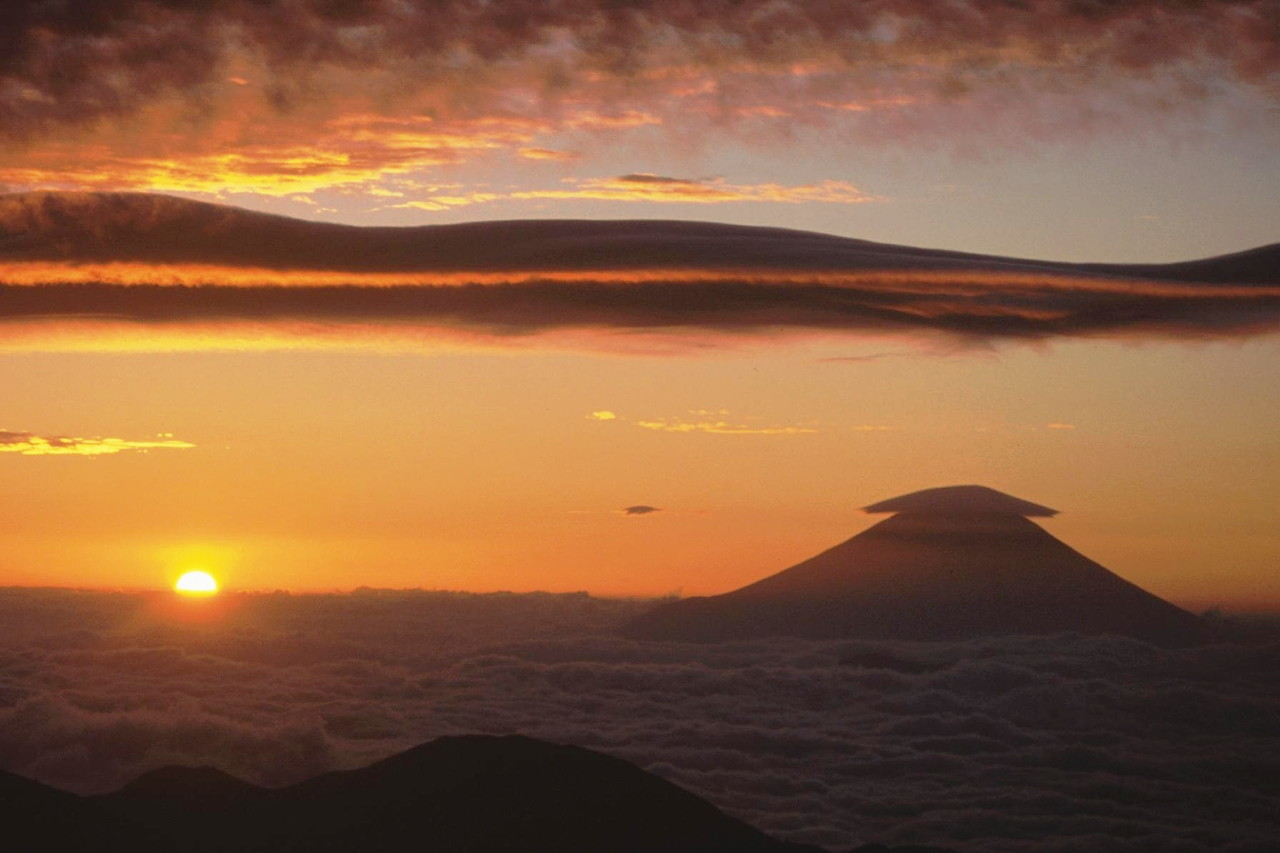
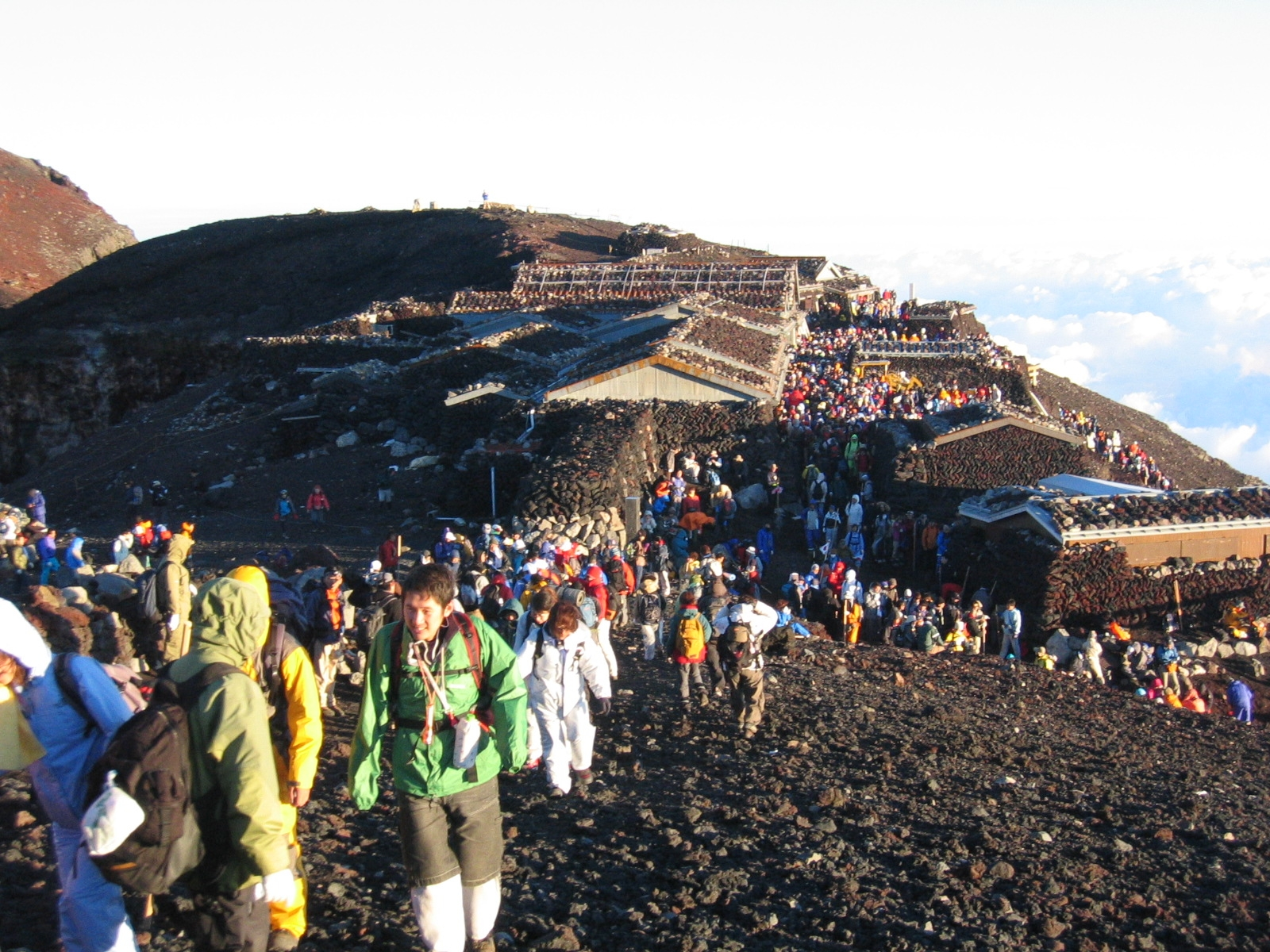
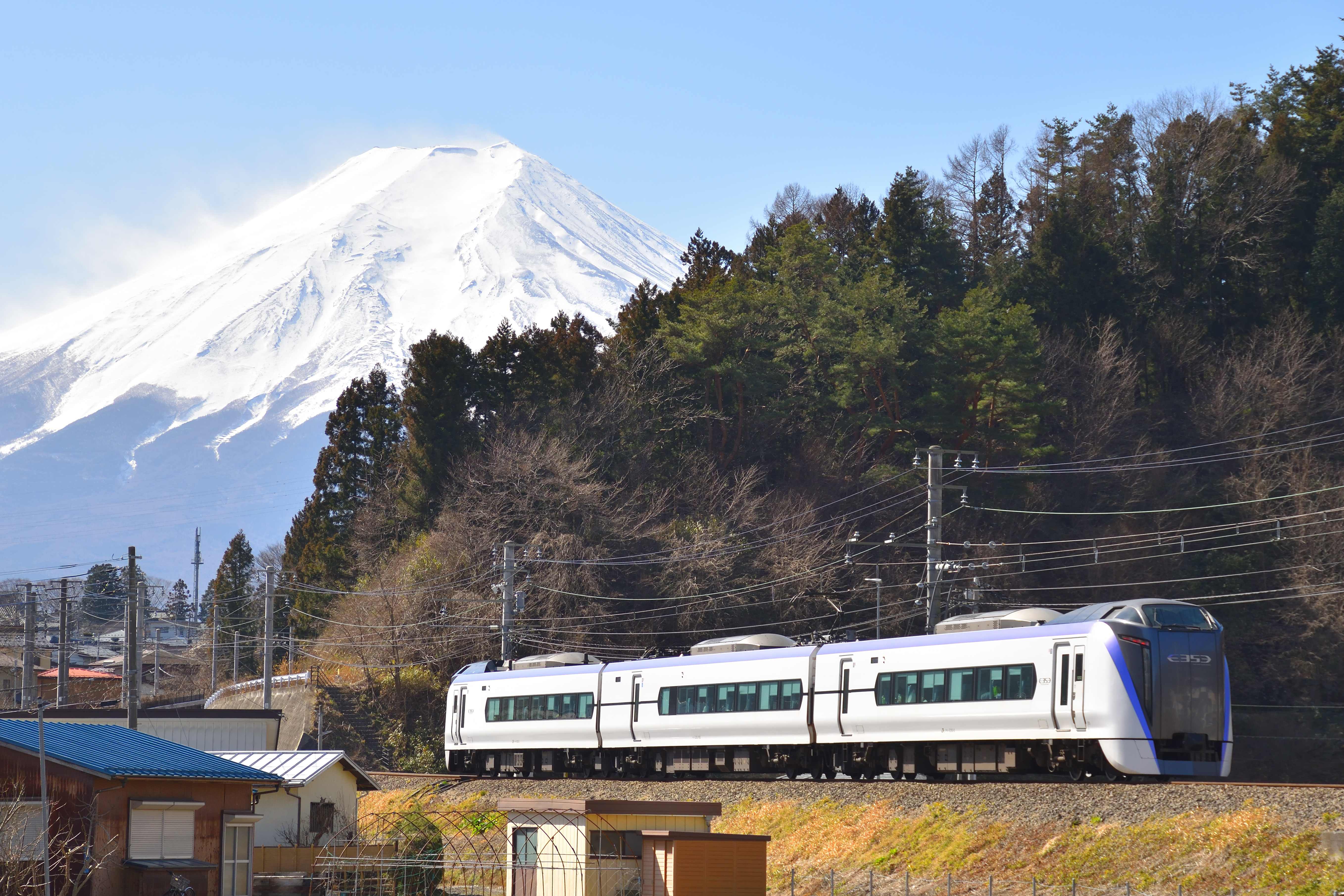
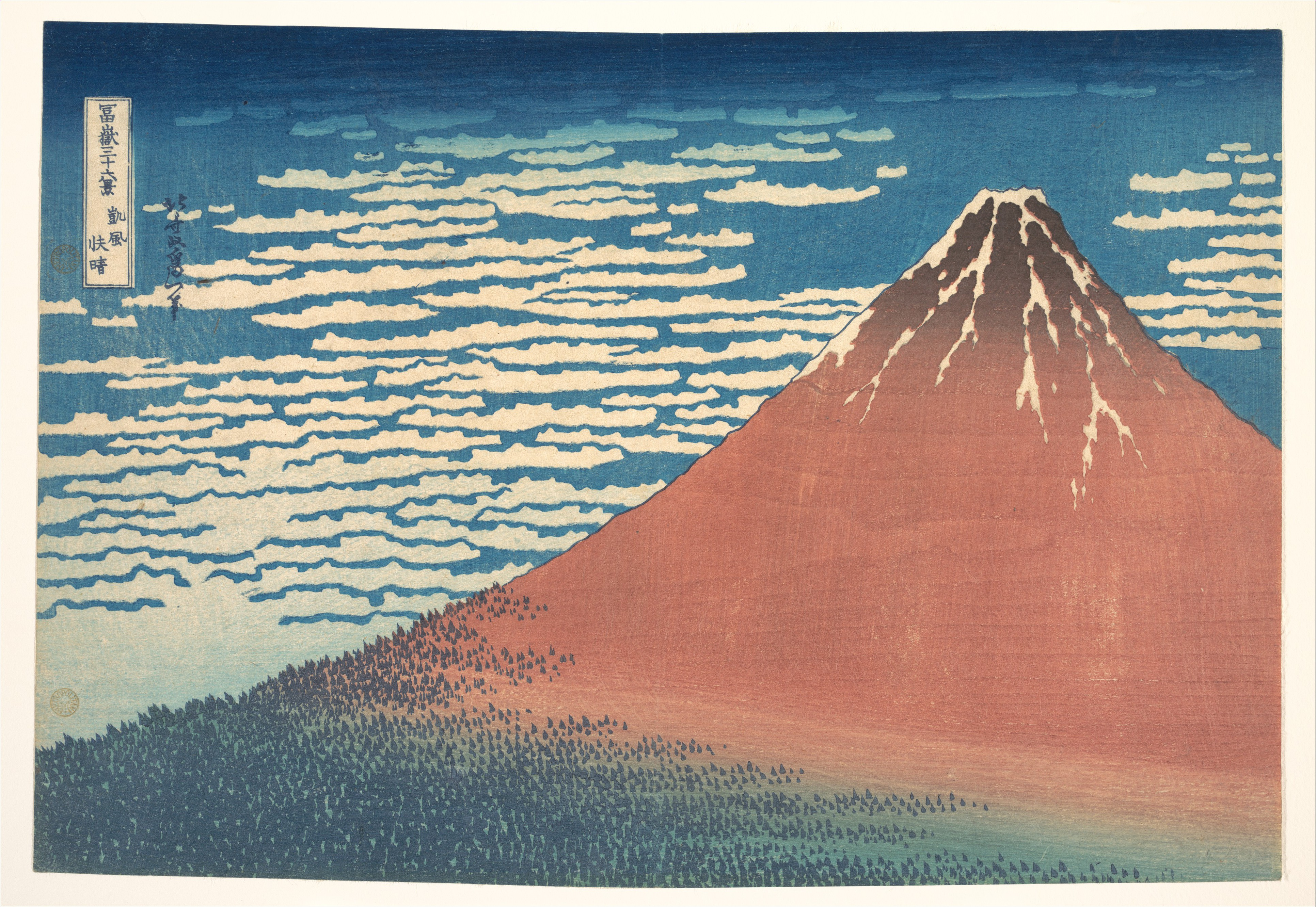
Katsushika Hokusai
- Вид на схід Сонця з гори Фудзі